# Мохамед Алі Камара
Мохамед Алі Камара (фр. Mohamed Ali Camara, нар. 28 серпня 1997, Керуане, Гвінея) — гвінейський футболіст, центральний захисник ізраїльського клубу «Маккабі» (Тель-Авів) та національної збірної Гвінеї.

## Ігрова кар'єра

### Клубна
Мохамед Алі Камара починав свою футбольну кар'єру на батьківщині — у Гвінеї, виступаючи за місцевий клуб «Гороя». У 2017 році футболіст перебрався на інший континент, де приєднався до ізраїльського «Хапоеля» з Раанани.
Влітку 2018 року Камара перейшов до швейцарського «Янг Бойз», з яким підписав контракт на чотири роки. Пізніше футболіст продовжив дію контракту з клубом і став капітаном команди. У складі «Янг Бойз» Камара вигравав чемпіонат Швейцарії та національний Кубок. Також грав у матчах групового раунду Ліги чемпіонів.
У липні 2025 року повернувся до Ізраїлю, підписавши контракт з «Маккабі» (Тель-Авів).

### Збірна
У 2017 році Мохамед Алі Камара у складі молодіжної збірної Гвінеї брав участь у Кубку африканських націй. Також у тому році він виступав на молодіжному чемпіонаті світу в Південній Кореї.
24 березня 2018 року в товариському матчі проти Мавританії Камара дебютував у складі національної збірної Гвінеї. У 2021 та 2023 роках брав участь у Кубку африканських націй.

## Титули
Янг Бойз
 Чемпіон Швейцарії (4): 2018/19, 2019/20, 2020/21, 2022/23
 Переможець Кубка Швейцарії (2): 2019/20, 2022/23